# Wilhelm von Hahnke

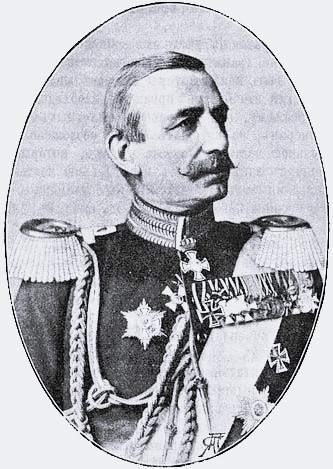
Wilhelm von Hahnke

Wilhelm Gustav Karl Bernhard von Hahnke (1 tháng 10 năm 1833 tại Berlin – 8 tháng 2 năm 1912) là một Thống chế của Phổ, từng tham gia trong ba cuộc chiến tranh thống nhất nước Đức và giữ chức Bộ trưởng Nội các Quân sự Đức.

## Cuộc đời
Hahnke sinh năm 1831. Sau khi học tập trong đội thiếu sinh quân, ông đã gia nhập Trung đoàn Phóng lựu Cận vệ Hoàng đế Alexander số 1 với quân hàm Thiếu úy vào năm 1851. Vào năm 1853, ông được phong cấp bậc Trung úy và vào năm 1863 ông trở thành Đại úy trong Trung đoàn Phóng lựu Vương hậu Elisabeth số 3.
Von Hahnke đã tham chiến trong cuộc Chiến tranh Đức-Đan Mạch năm 1864 với cương vị là một đại đội trưởng, rồi tham gia chiến dịch Böhmen trong cuộc Chiến tranh Áo-Phổ năm 1866 với vai trò là thành viên Bộ Tổng tham mưu trong Tập đoàn quân số 2 dưới sự thống lĩnh của Thái tử Friedrich Wilhelm. Tiếp theo đó, ông là sĩ quan phụ tá của Ernst II xứ Sachsen-Coburg-Gotha.
Trong cuộc Chiến tranh Pháp-Đức, ông lại tham gia trong tổng hành dinh của Thái tử nước Đức với quân hàm Thiếu tá của Bộ Tổng tham mưu. Vào năm 1872, ông được bổ nhiệm làm Tham mưu trưởng của Quân đoàn III, rồi lên quân hàm Thượng tá năm 1875, Đại tá năm 1878 và cuối cùng, vào năm 1881 ông trở thành Thiếu tướng và Tư lệnh của Lữ đoàn Bộ binh Cận vệ số 1, đồng thời là sĩ quan chỉ huy thành phố Potsdam.
Vào năm 1886, ông được thăng cấp Trung tướng và là Tư lệnh của Sư đoàn Cận vệ số 1. Sau đó, vào năm 1888, ông nhậm chức Bộ trưởng của Nội các Quân sự Phổ và giữ chức vụ này cho đến năm 1901. Vào năm 1890, ông được phong cấp bậc Thượng tướng Bộ binh.
Vào ngày 1 tháng 1 năm 1905, ông được thăng cấp Thống chế và là Tướng phụ tá của Đức hoàng Wilhelm II. 7 năm sau đó (1912), ông từ trần.

## Phong tặng
- 1891: Đại Thập tự của Huân chương Vương miện Württemberg [1]